# Щ-111
«Щ-111» — советская дизель-электрическая торпедная подводная лодка времён Второй мировой войны, принадлежит к серии V проекта Щ — «Щука».

## История корабля
Лодка была заложена 20 марта 1932 года на заводе № 189 «Балтийский завод» в Ленинграде, в том же году была доставлена в разобранном виде на завод № 368 в Хабаровске для сборки и достройки, спущена на воду в июле 1933 года, затем переведена по Амуру во Владивосток. 7 декабря 1933 года получила имя «Карась». 11 сентября 1934 года лодка вошла в состав Морских Сил Дальнего Востока под обозначением «Щ-33».

### Служба
- 15 сентября 1934 года получила обозначение «Щ-111».
- В годы Второй мировой войны в боевых действиях не участвовала.
- 10 июня 1949 года переименована в «С-111».
- 17 августа 1953 года выведена из боевого состава, разоружена, переоборудована в плавучий кабинет боевой подготовки по борьбе за живучесть. Переименована в «КБП-31».
- 12 марта 1955 год переформирована в плавучую зарядную станцию. Переименована в «ПЗС-8».
- 12 марта 1966 года исключена из состава ВМФ.
- 1 октября 1966 года расформирована, впоследствии разделана на металл.

## Командиры лодки
- 1934—1935 — … — Д. Г. Жмакин.
- … — август 1945 — … — П. И. Голованов
- 3 февраля 1950 — 14 декабря 1950 — Г. М. Егоров